# Negozio "Lotto zero"
Il Negozio "Lotto zero" è un edificio monumentale di Napoli ed è ubicato in via Filangieri.
Il palazzetto fu costruito tra il 1910 e il 1912 su progetto di Giulio Ulisse Arata e di Gioacchino Luigi Mellucci. L'edificio, su tre livelli, sorge su un suolo triangolare di modeste dimensioni, delimitato da un lato dall'edificio commerciale dell'Arata e da Palazzo Cellammare dall'altro.
Il prospetto di modeste dimensioni ha in andamento asimmetrico al piano terra: è caratterizzato dal portoncino d'ingresso, non più percepibile nelle sue forme originarie a causa di sensibili trasformazioni, e dalla vetrina che occupa buona parte della lunghezza della facciata.
L'aspetto caratterizzante del piccolo manufatto è la composizione decorativa della facciata, realizzata nell'intento di concentrare nella modesta dimensione della facciata una pluralità di effetti espressivi.
In essa si possono identificare, in una fusione, linguaggi compositivi medievaleggianti, come la quadrifora con colonnine binate dell'attico, applicazioni in ferro battuto in stile liberty; al di sopra dell'arcone del secondo piano si intravedono alcune decorazioni ad affresco.